# Cheddi Jagan
Cheddi Jagan, né le 22 mars 1918 à Port Mourant (Guyane britannique) et mort le 6 mars 1997 à Georgetown (Guyana), est un homme d'État guyanien. Dentiste de formation, il est élu au Parlement de Guyane britannique puis du Guyana sans interruption à partir de 1947, il dirige trois gouvernements : en 1953, de 1957 à 1961 et de 1961 à 1964. Il est le 5e président du Guyana de 1992 à 1997.
Il est au centre de la politique anticoloniale d'après-guerre qui a conduit à l'indépendance du Guyana en 1966.

## Biographie
Cheddi Jagan Berret est né le 22 mars 1918 à Port Mourant, un village rural du comté de Berbice. Il est l'aîné de 11 enfants. Ses parents sont venus d'Inde en Guyane britannique comme engagés en 1901 en provenance de l'Uttar Pradesh avec deux grands-mères et un oncle. Très pauvre, le jeune Cheddi doit travailler dans les champs de canne à sucre pour aider sa famille.
À l'âge de 15 ans, le père de Cheddi envoye son fils au Queen's College de la capitale, Georgetown. Après avoir obtenu son diplôme de l'école secondaire, il part aux États-Unis en septembre 1935 pour étudier la médecine dentaire à l'université Howard de Washington D.C., puis à l'université Northwestern de Chicago. Lors de ses études, il rencontre Janet Rosenberg une jeune infirmière en dentisterie qu'il épouse le 5 août 1943. Ils auront deux enfants. Le couple est réuni au Guyana en décembre 1943.
Le couple s'investit dans le mouvement syndical en Guyane britannique. Le 6 novembre 1946, il fonde le  Political Affairs Committee (PAC) ((en) : Comité des affaires politiques), dont l'une des revendications est l'instauration du suffrage universel. En parallèle, ils publient le PAC Bulletin une à deux fois par mois.

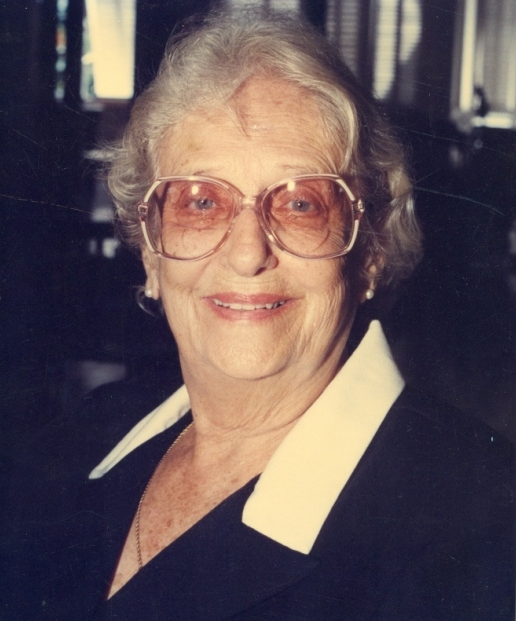
Janet Jagan, épouse de Cheddi Jagan et présidente du Guyana de 1997 à 1999.

Lors des élections du 24 novembre 1947, Cheddi Jagan qui concourt comme candidat indépendant, est élu au Parlement. Le 1er janvier 1950, le PAC fusionne avec le Parti travailliste de Guyane britannique dirigé par Forbes Burnham pour former le Parti populaire progressiste (PPP) ((en) : People's Progressive Party). Jagan en devient le leader, Forbes Burnham le président et Janet Jagan la secrétaire. Il est secrétaire général des syndicats liés au PPP. En 1951, il se rend en Europe et participe au Festival de la Jeunesse de Berlin-Est et visite des usines, ainsi que des syndicats de République démocratique allemande.
Le 27 avril 1953, le PPP remporte les élections et Cheddi Jagan devient ministre en chef de la Guyane britannique. Il lance aussitôt des réformes sociales, mais le gouvernement britannique, dirigé par Winston Churchill, craint qu'il n'ouvre la porte aux Soviétiques en Amérique. Les États-Unis font eux aussi pression pour écarter Jagan du pouvoir. Finalement, le 9 octobre 1953, le gouverneur Alfred Savage suspend la constitution de la Guyane britannique et démet Jagan de son mandat. Les troupes britanniques assurent le maintien de l'ordre et la liberté de mouvement de Jagan est limitée aux alentours de Georgetown. Il est considéré à cette époque comme la « bête noire » de l'autorité coloniale.

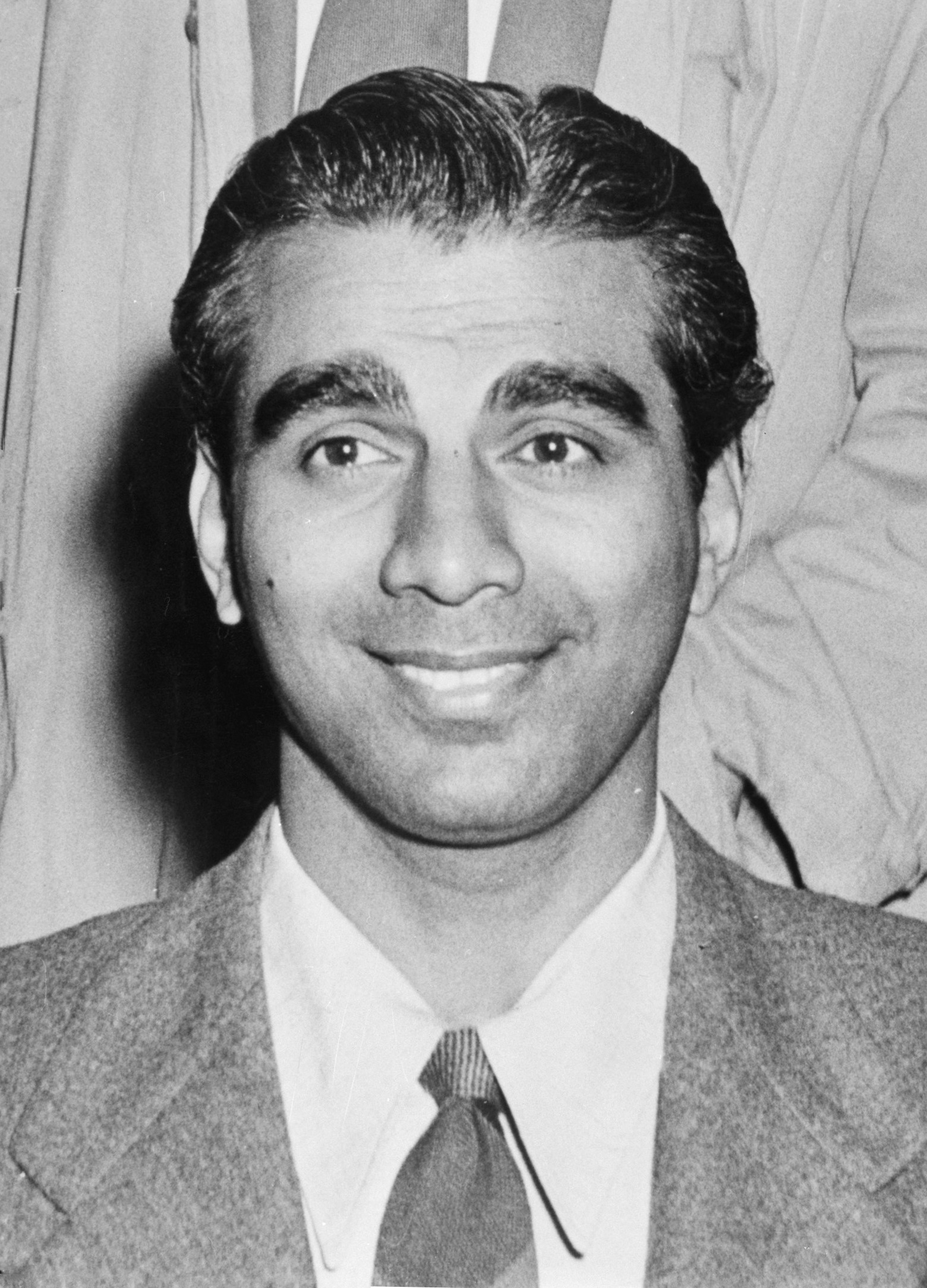
Portrait photographique de Cheddi Jagan, époux de Janet Jagan, en 1962.

Après la victoire du PPP aux élections d'août 1961, Jagan devient Premier ministre de la Guyane britannique. En 1963, il résiste à une tentative de coup d’État qui fait 170 morts. Lors des élections de décembre 1964, le PPP remporte la majorité des voix, mais c'est Forbes Burnham, leader du Congrès national du peuple et allié à La Force unie, qui est invité à former le gouvernement.
Jagan devient alors le Leader de l'opposition au Parlement et est élu secrétaire général du PPP. Finalement, le PPP remporte l'élection du 5 octobre 1992, avec environ 52 % des voix, et Jagan est élu président de la république coopérative du Guyana. Il s'agit des premières élections libres depuis l'indépendance du pays. Le 15 février 1997, Jagan subit une attaque cardiaque et est transporté à l'hôpital de Georgetown avant d'être envoyé par un avion militaire américain au Walter Reed Army Medical Center à Washington (DC). Il y meurt le 6 mars 1997.
Le Premier ministre Sam Hinds déclare six jours de deuil, décrivant Jagan comme « le plus grand patriote qui ait jamais connu cette terre ». Il assure l'intérim comme président le 7 mars 1997, puis la veuve de Cheddi Jagan, Janet Jagan, lui succède à son tour de 1997 à 1999.

## Publications
- Forbidden Freedom: The Story of British Guiana (Hansib, 1954)
- The West On Trial: My Fight for Guyana's Freedom (Harpy, 1966)
- The Caribbean Revolution (1979)
- The Caribbean: Whose Backyard? (1984)
- Selected Speeches 1992-1994 (Hansib, 1995)
- The USA in South America (Hansib, 1998)
- A New Global Human Order (Harpy, 1999)
- Selected Correspondences 1953-1965 (Dido Press, 2004)